# Niersstraat 41-43

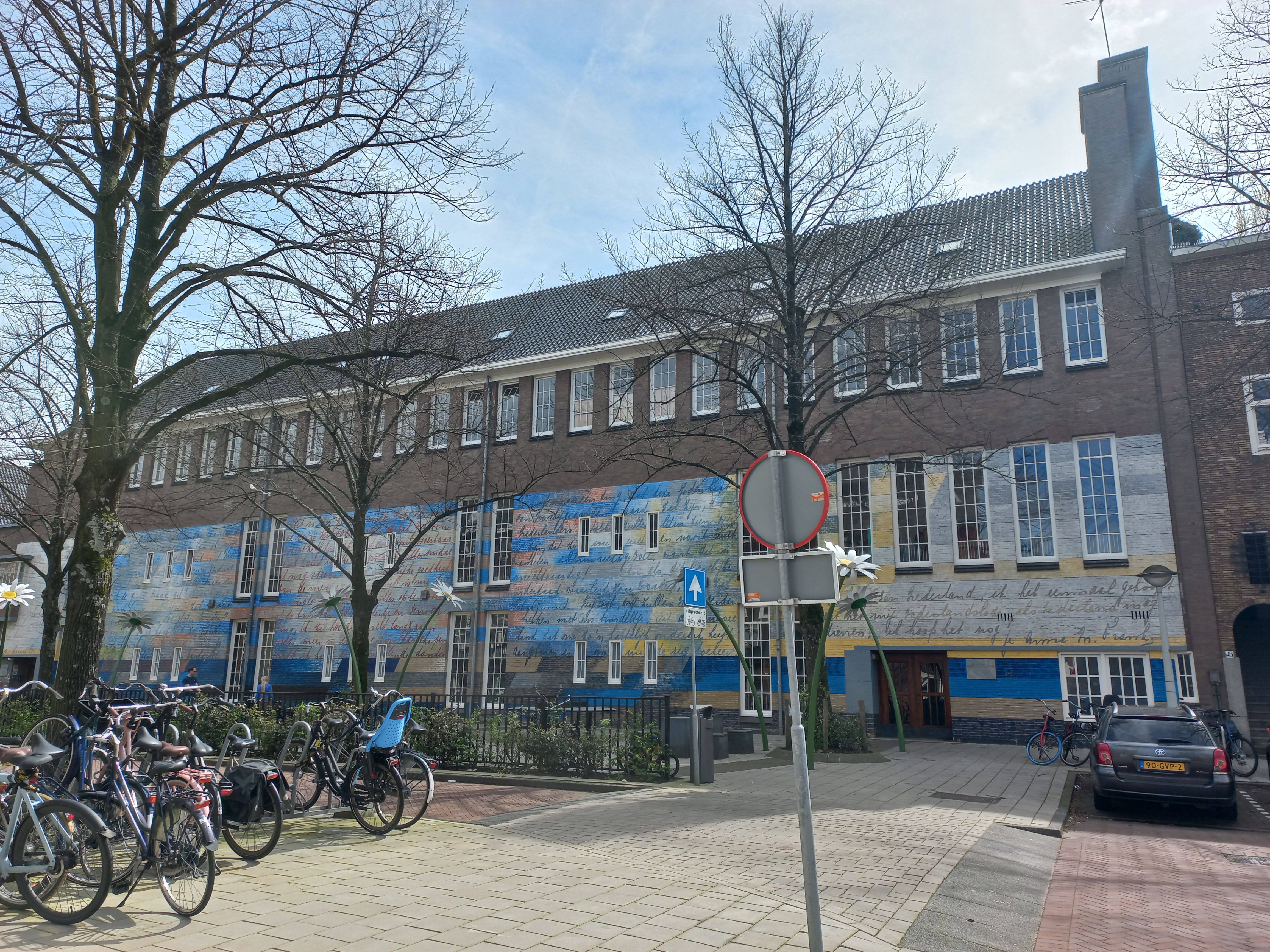
Niersstraat 41-43, Amsterdam (april 2024)

Niersstraat 41-43, hoek Dintelstraat in Amsterdam-Zuid is het grootste gebouw aan de Niersstraat in Amsterdam-Zuid. Het gebouw is het enige gemeentelijk monument aan die straat.
Hier kwamen twee zaken samen. In de jaren twintig en dertig werd de strook tussen de Boerenwetering en de Amstel in rap tempo volgebouwd; de toekomstige Rivierenbuurt. Dit had tot gevolg dat ook het onderwijs op orde moest worden gebracht. Anderzijds werd het Montessorionderwijs gangbaarder. Dit resulteerde in de vestiging van twee klassen in een schoolcomplex aan de Dintel- en Dongenstraat. In 1930 werd daarop door de Gemeente Amsterdam 230.000 gulden vrijgemaakt voor de vestiging van een schoolgebouw met voorbereidend en gewoon lager onderwijs aan de Niersstraat. Dat er een Montessorischool zou komen was nog een punt van discussie. Men hield het alternatief open, dat het een :”gewone school” zou worden met twee leslokalen waarin Montessorionderwijs gegeven zou worden. Er waren in december 1930 nog te weinig leerlingen voor een school puur ingericht naar het model van Maria Montessori.

## Gebouw

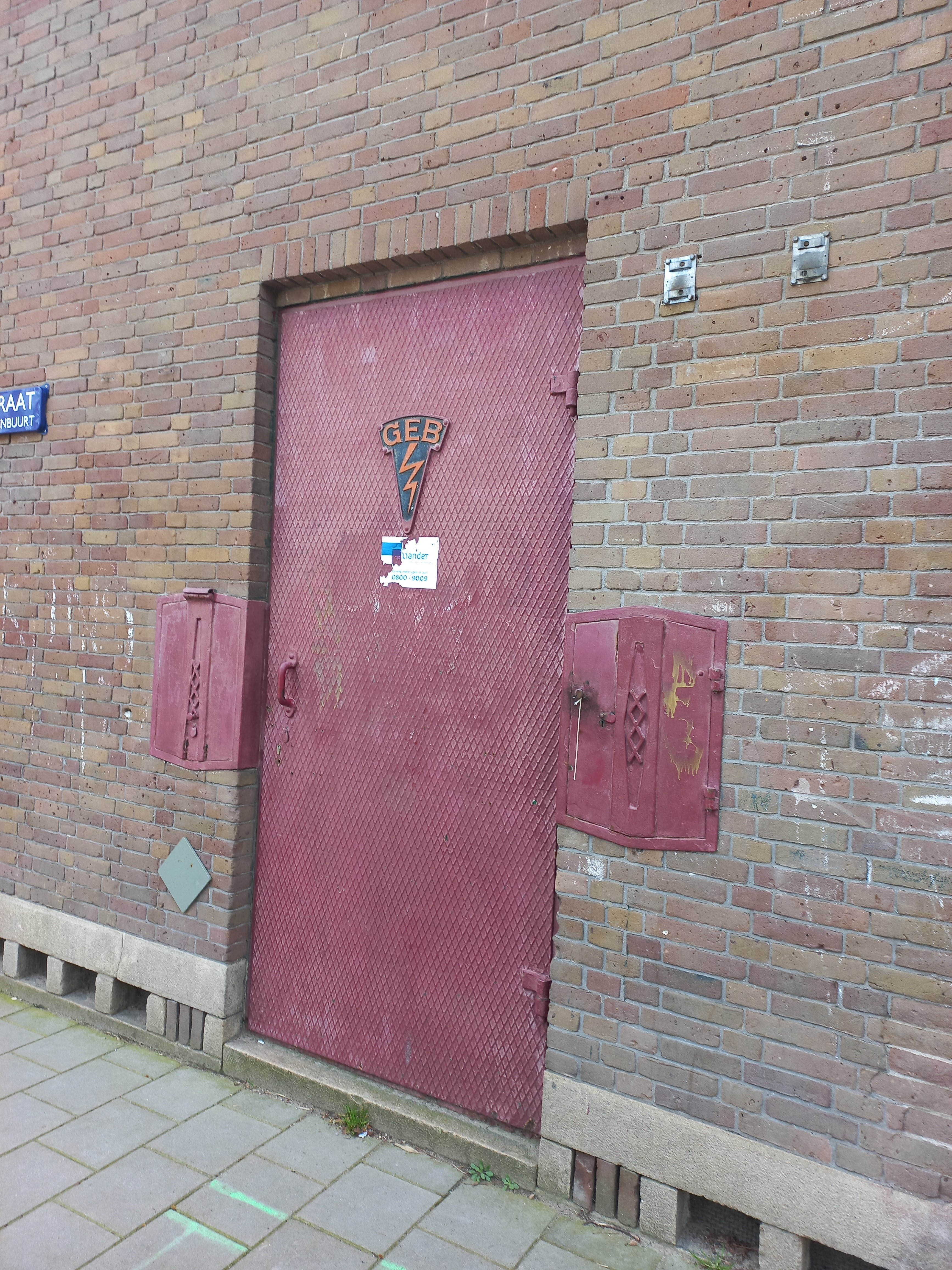
Toegang transformator (april 2024)

In december 1931 kwam de goedkeuring van de brandweer. Toch zou het nog tot en met 1933 duren voordat het ontwerp werd uitgevoerd. In februari 1934 tekende burgemeester Willem de Vlugt de adresbeschikking; het gebouw zou huisnummers 41-43 dragen. In seizoen 1934-1935 kon deze Zesde Montessorischool in gebruik genomen worden met drie lokalen kleuterschool en zes lokalen lagere school, speel- en gymzaal, aangevuld met een transformatorruimte. Het ontwerp van de school was in handen van de Dienst Publieke Werken van of met Allard Remco Hulshoff. De dienst kwam met een zogenaamde corridorschool; aan lange gangen lagen alle klaslokalen. In de jaren na de opening kreeg de school wel voldoende aanwas van leerlingen, mede doordat gevluchte Duitse Joden in de Rivierenbuurt kwamen wonen. De school kreeg in die jaren bijvoorbeeld Anne Frank als leerlinge. In 1957 werd de school naar haar vernoemd: 6e Montessorischool Anne Frank
Het gebouw werd in de loop der jaren verbouwd en (deels) voorzien van een nieuwe fundering.
In 1983 schilderde kunstenaar Harry Visser tekstfragmenten uit Het Achterhuis, dagboek van Anne Frank op de gevel: Dagboekfragment uit Het Achterhuis. Ook in de 21e eeuw wordt er Montessorionderwijs gegeven (gegevens 2024).